# Elaenia ruficeps
El fiofío crestirrufo (Elaenia ruficeps), también denominado bobito copetón de moño rojo (en Venezuela), elaenia o elenia crestirrufa (en Colombia) o fío-fío de cresta rufa, es una especie de ave paseriforme de la familia Tyrannidae , perteneciente al numeroso género Elaenia. Es nativa del norte de Sudamérica.

## Distribución y hábitat
Se distribuye muy localmente en el sureste de Colombia (Meta hacia el este hasta Guainía y Vaupés), sureste de Venezuela (Bolívar, Amazonas), Guyana, Surinam, Guayana francesa y norte de Brasil (norte de Roraima, norte de Amapá, ambas márgenes del medio y bajo río Amazonas, y a lo largo del río Cururu en el sur de Pará).
Esta especie es encontrada localmente en sus hábitats naturales, los matorrales tropicales. En su mayoría se encuentran en áreas con suelo arenoso, sabanas o cerrados con arbustos dispersos, robledales y zonas inundables con morichales,
entre 500 y 1400 m de altitud.

## Descripción
Mide 13 a 15 cm de longitud. El plumaje de sus partes superiores es de color marrón oscuro con una flecha rojiza característica en el píleo; las alas tienen dos barras de color gris blancuzco; la cola es fusca con estrechas puntas blancas; y sus partes inferiores son de color crema con los flancos son de color gris oliváceo.

## Comportamiento

### Alimentación
Se alimenta de insectos que busca entre el follaje y además de frutas. Busca alimento en los árboles a una altura del suelo entre un y ocho metros.

### Reproducción
Construye un nido en forma de cuenco con ramitas y fibras vegetales. La hembra pone dos huevos.

### Vocalización
El llamado es como un zumbido «d-rr-rr-rr».

## Sistemática

### Descripción original
La especie E. ruficeps fue descrita originalmente por el ornitólogo austríaco August von Pelzeln en el año 1868, bajo el nombre científico de: Elainea ruficeps. La localidad tipo dada es: «Borba, Brasil».

### Etimología
El nombre genérico femenino «Elaenia» deriva del griego «ελαινεος elaineos» que significa ‘de aceite de oliva’, ‘oleaginosa’; y el nombre de la especie «ruficeps», se compone de las palabras del latín «rufus» que significa ‘rojo’, ‘rojizo’, y «ceps» que significa ‘de cabeza’.

### Taxonomía
Es considerada hermana de Elaenia cristata, con base en la estructura de las fosas nasales y la forma de las alas, y a pesar de diferencias significativas en el plumaje y el comportamiento, y con fuerte soporte de datos genéticos. Es monotípica.